# Visa pour le monde
Visa pour le monde était un célèbre jeu télévisé créé, produit et présenté par Georges Désir puis présenté par Paule Herreman et Alain Denis diffusé les dimanches après-midi sur la RTB puis sur RTBF1 entre le 1er octobre 1967 et octobre 1984.
La dernière émission a été diffusée en 1990 par l’animatrice Soda. Le vainqueur de cette dernière édition porte le nom de Pierre Jamaigne. Avec son prix, il est parti en Indonésie, en Thaïlande, au Sri-Lanka et aux Maldives.

## Principe de l'émission
Visa pour le monde était à la fois un jeu télévisé et une émission documentaire. Son générique était une musique rythmée par des tam-tams, le morceau "The Chase" par Davie Allan & The Arrows (en), un extrait de la bande originale du film Les Anges sauvages.
Cette émission culte se déroulait en direct les dimanches après-midi entre 1967 et 1984. Georges Désir en était le créateur, le producteur et le présentateur initial.
Dans un décor d'intérieur d'avion, deux candidats essayaient d'obtenir un visa pour un tour du monde après avoir réussi à répondre dans un temps déterminé aux 10 questions posées durant chaque émission. S'il ne pouvait pas répondre à la question, chaque candidat avait à sa disposition un nombre précis de valises qu'il pouvait utiliser pour appeler par téléphone une aide. A chaque bonne réponse, cela rapportait 1 000 km et il fallait obtenir 40 000 km (la distance d'un tour du monde) au bout de 5 semaines.
Chaque dimanche, un pays (ou une région) était visité. Chacune des dix questions dominicales était entrecoupée d'une séquence documentaire relative au pays visité filmée par une équipe de la télévision belge. Le niveau des questions était assez élevé et seul un candidat ayant bien étudié sa matière la semaine précédant l'émission avait une chance de gagner. En cas de réussite à cinq émissions consécutives, le candidat remportait ce visa pour le monde qui consistait en un tour du monde avec escales dans les pays étudiés plus une somme d'argent acquise suivant le nombre de questions réussies.

## Présentation
Visa pour le monde a été présenté de 1967 à 1976 par Georges Désir et ensuite d'une manière alternée par Paule Herreman et Alain Denis. Après 17 saisons, le jeu céda sa place à l'émission Terminal 10 en octobre 1984.
Sur le plateau, des représentants ou experts du pays visité donnaient des explications et des précisions par rapport aux différents sujets traités. Se sont succédé à la présentation Yvon Toussaint, Fabienne Vandemeersche et enfin Soda.
L'émission était parrainée par la Sabena, la Loterie Nationale et le Crédit à l’industrie. Un tirage au sort parmi des milliers de billets perdants de la Loterie Nationale offrait un prix à un téléspectateur.

## Récompenses
- Une Antenne de Cristal, prix décerné par les téléspectateurs.
- Le Prix de la Fondation Fémina pour le cinéma.
- Le Prix de la Semaine internationale du Film de Tourisme.